# Ralf Aron
Ralf Aron (Taline, 21 de março de 1998) é um automobilista estoniano.

## Carreira

### Campeonato Europeu de Fórmula 3 da FIA
Em 2016, Aron fez sua estreia no Campeonato Europeu de Fórmula 3 da FIA competindo pela equipe Prema. No ano seguinte, Aron se mudou para a equipe britânica Hitech Racing. Ele terminou o campeonato de 2017 em na classificação geral.
Em 2017, Aron terminou em terceiro na corrida de Fórmula 3 do Grande Prêmio de Macau.
Em 2018, aron disputou novamente o Campeonato Europeu de Fórmula 3 pilotando para sua antiga equipe prema.